# 郑仁基
郑仁基（？—？），荥阳郡开封县（今河南省开封市祥符区）人，出自荥阳郑氏北祖第五房，隋朝官员。
郑仁基在隋朝担任通事舍人，唐太宗册封郑仁基的女儿为后宫的充华，魏徵听说她过去曾经许嫁陆爽，立即上表劝阻。唐太宗手诏自责，下令册封免行。房玄龄等上奏：“她许嫁过陆氏的事情没有明证，册封大礼已经开始实施，不应中途停止。”陆爽也表示没有婚娶郑氏女的约定。唐太宗问魏徵说：“众臣也许是迎合朕意，陆爽本人也表白，这是何故？”魏徵回答：“他认为陛下表面虽表示舍弃，暗地里或许要责怪，所以不得不如此。”唐太宗笑着说，朕说的话这样不能使人相信吗。

## 家庭

### 曾祖
- 郑先护，北魏右仆射、平昌郡公

### 祖父
- 郑伟，西魏开府仪同三司、华州刺史、少傅、襄城肃公

### 父亲
- 郑大士，隋朝开府仪同三司、渠州刺史、襄城郡公